# Florida Panthers
Florida Panthers este o echipă profesionistă americană de hochei pe gheață cu sediul în Miami, Florida și face parte din Divizia Atlantic a Conferinței de Est din NHL, iar inițial își disputau meciurile de acasă la Miami Arena, înainte de a se muta pe FLA Live Arena în 1998. Situată în Sunrise, Florida, Panthers este cea mai sudică echipă din NHL. Drepturile de difuzare locală a echipei sunt deținute de Bally Sports Florida (fostul SportsChannel și Fox Sports Florida) din 1996. Panthers sunt afiliate în principal la două echipe din ligile inferioare: Charlotte Checkers din American Hockey League (AHL) și Florida Everblades din ECHL.
Panthers a început să joace în sezonul 1993-94 din NHL, unde a stabilit recordul pentru cele mai multe puncte ale unei echipe de expansiune în sezonul inaugural, până când a fost depășită de Vegas Golden Knights în 2017-18. Echipa a avut trei apariții în finala Cupei Stanley, în 1996, pierzând în cele din urmă finala contra lui Colorado Avalanche, și în 2023, când a fost învinsă cu 4-1 în finala cu Vegas Golden Knights. La a treia prezență, în 2024, Florida Panthers a câștigat în premieră Cupa Stanley.